# هیله پتری
هیله پتری (انگلیسی: Haylea Petrie؛ زادهٔ ۵ ژوئیهٔ ۱۹۶۹) بازیکن سافت‌بال اهل استرالیا است.